# Sunset Driver
«Sunset Driver» (en inglés: Conductor del Atardecer) es una canción inédita del cantante estadounidense Michael Jackson, grabada durante las sesiones de su quinto álbum de estudio, Off the Wall, de 1979. Aunque fue descartada del álbum, se quiso lanzar oficialmente por primera vez en la edición especial de Off The Wall de octubre de 2001, pero fue descartada. Se lanzó oficialmente 16 de noviembre del 2004 en el casete recopilatorio Michael Jackson: The Ultimate Collection, y luego incluida en la edición especial Thriller 40, el 18 de noviembre de 2022,aunque probablemente se publicó también como sencillo EP en 2014. La canción, que combina elementos de funk, disco y pop, es aclamada por capturar el estilo rítmico y vibrante que Jackson popularizó durante la era disco.

## Historia
Sunset Driver fue escrita y grabada por Michael Jackson entre finales de 1978 hasta inicios de 1979, durante las sesiones para Off the Wall. Este fue el primer álbum que Jackson lanzó con Epic Records, tras su separación profesional de Motown Records. Bajo la producción de Quincy Jones, Off the Wall se convirtió en uno de los álbumes más influyentes en la historia del pop, estableciendo a Jackson como un innovador dentro de los géneros disco, funk y pop. Sunset Driver se mantuvo inédita hasta que se discutió de incluirla en la edición especial del álbum Off The Wall, en el 2001; pero al final fue decidido no publicarla, dejando a esa edición especial sin ninguna nueva demo. No fue hasta que el 16 de noviembre de 2004 se publica oficialmente, cuando fue lanzada como parte de The Ultimate Collection.
A pesar de no ser seleccionada para el álbum Off the Wall, Sunset Driver se mantuvo como una de las canciones más comentadas entre los fanáticos y coleccionistas, y varios rumores sobre su existencia circularon durante años. Fue uno de los muchos proyectos paralelos que Jackson grabó durante las prolíficas sesiones del álbum. Tras su lanzamiento oficial en The Ultimate Collection, fue bien recibida por su energía y su sonido disco-funk distintivo.
En 2022, como parte del 40 aniversario del álbum Thriller (álbum de Jackson posterior a Off The Wall), Sunset Driver fue relanzada como parte de la edición especial Thriller 40. Esta versión introdujo la canción a una nueva generación de oyentes y revivió el interés por el material inédito de Jackson.

## Composición y grabación
Sunset Driver fue escrita por Michael Jackson y producida por él mismo, con contribuciones de varios músicos de renombre que colaboraron en las sesiones de Off the Wall. La canción fue grabada en los estudios Allen Zentz Recording y Westlake Recording Studios en Los Ángeles, entre 1978 y 1979. Aunque la canción se mantuvo fuera de la lista final de pistas del álbum, su estructura musical y estilo encajaban perfectamente con la dirección de Jackson en esa época.
La producción de Sunset Driver destaca por su fusión de funk y disco, géneros que dominaban las pistas de baile a finales de los años 70. La canción cuenta con una instrumentación enérgica y rítmica, que incluye líneas de bajo profundas y percusión destacada. A lo largo de la canción, Jackson utiliza su característico estilo vocal, que combina falsetes con un tono más agresivo en algunos pasajes.

## Estilo musical
Sunset Driver es una canción animada y de un ritmo de 121 latidos por minutos, con un tempo medio de 61 pulsaciones, y un doble-tempo de 242 pulsaciones. Se encuentra en la tonalidad de fa mayor (F), tonalidad que hace que el tema sea muy divertido y bailable, perfecto para una canción disco, como lo es Sunset Driver.La canción fusiona elementos de funk, disco y pop, con elementos menores (pero audibles) de soul, rhythm and blues (junto a elementos del contemporáneo), dance, Adult Contemporary, Boogie, electro-funk, soft rock, smooth jazz y AOR. La línea de bajo, interpretada por Louis Johnson, es particularmente prominente, mientras que los ritmos de percusión aportan una energía vibrante. El uso de sintetizadores y guitarras funk también es evidente en toda la pista, creando un ambiente que invita al baile.
La canción sigue una estructura de verso-estribillo tradicional, pero lo que la distingue es la mezcla única de ritmos sincopados y el uso de capas vocales. La letra sugiere una aventura nocturna en la ciudad, donde el narrador vive el momento, con referencias a la libertad y la energía que encuentra en la pista de baile. Aunque la letra es ligera en comparación con las canciones posteriores de Jackson, capta el estilo optimista de la era disco.

## Recepción crítica
La canción fue bien recibida por los críticos y los fanáticos tras su inclusión en The Ultimate Collection. Varios críticos han elogiado su ritmo pegajoso y su producción energética. Según el crítico musical Joseph Vogel, la canción captura la esencia del estilo funk de Jackson en su momento más rítmico.
Billboard destacó la canción como una pieza clave en el desarrollo de Jackson como artista, indicando que la canción ejemplifica la transición de Jackson hacia un estilo más maduro y controlado, listo para dominar el pop global.

## Relanzamientos
Después de su lanzamiento inicial en The Ultimate Collection en 2004, Sunset Driver fue incluida en la edición especial Thriller 40 en 2022. Esta inclusión reafirmó la importancia de la canción en la evolución artística de Jackson, destacándola como una de las rarezas más notables de su catálogo.Según el sitio web de Letra.com, la canción fue lanzada como sencillo EP en 2014; pero no hay pruebas fiables de ese lanzamiento.

## Personal
- Michael Jackson – voz principal, compositor, productor
- Greg Phillinganes – teclados
- Louis Johnson – bajo
- Paulinho da Costa – percusión
- Jerry Hey – trompeta, arreglos de metales
- David Williams – guitarra
- Seawind Horns – metales
- Quincy Jones – productor (no acreditado)
- Bruce Swedien – ingeniero de sonido
- Larry Emerine – ingeniero asistente
- Ed Cherney – ingeniero asistente
- George Massenburg – ingeniero asistente
- Tommy Vicari – mezcla